# Jörg Baberowski
Jörg Baberowski (født 24. marts 1961 i Radolfzell) er en tysk historiker og professor i østeuropæisk historie ved Humboldt-Universität zu Berlin. Han har også været direktør for Institut for Historie ved samme universitet. Han er en ledende forsker i Sovjetunionens historie, især stalinismens vold, folkedrab og terror.
Baberowskis bedstefar var af polsk oprindelse, og han voksede op i et katolsk og socialdemokratisk arbejdermiljø. Som skoleelev blev han medlem af den maoistiske gruppe Kommunistischer Bund Westdeutschland, men han tog senere afstand fra sine holdninger i ungdomsårene. Han studerede historie og filosofi ved Georg-August-Universität Göttingen fra 1982 til 1988. Som studerende lærte han også russisk, og han skrev speciale om "politisk justits" i de sene år af Det Russiske Kejserrige. Fra 1989 var han forsker på østeuropæisk historie ved Johann Wolfgang Goethe-Universität i Frankfurt am Main, og han tog sin doktorgrad der i 1993 med afhandlingen Autokratie und Justiz im Zarenreich. Han blev ansat ved Institut for østeuropæisk historie ved Eberhard Karls Universität Tübingen i 1993, og han tog sin habilitation i 2000 med afhandlingen Auf der Suche nach Eindeutigkeit, der udkom som bog med titlen Der Feind ist überall: Stalinismus im Kaukasus. Han har gennemført arkivstudier i Aserbajdsjan, Finland, Rusland og andre lande.
Han blev udnævnt til professor i østeuropæisk historie ved Leipzig Universitet i 2001 og professor i samme fag på Humboldt-Universität zu Berlin det følgende år, hvor han har opbygget et stort forskningsmiljø for kommunismens historie i Østeuropa. Baberowski var direktør for Institut for Historie i perioderne 2004–2006 og 2008–2009, og dekan for Det Filosofiske Fakultet 2009–2010. Han har også været formand for Forum Geisteswissenschaften ved Humboldt-Universität.
På bogmessen i Leipzig i 2012 modtog han prisen for faglitteratur for bogen Verbrannte Erde: Stalin Herrschaft der Gewalt.